# Tubman (krater)
Tubman är en nedslagskrater på planeten Venus. Tubman har fått sitt namn efter den amerikanska människorättsaktivisten Harriet Tubman.
Kratern har en diameter på ungefär 42 km.